# Plunket Shield
Der Plunket Shield ist der nationale First-Class-Cricket-Wettbewerb für Neuseeland. An diesem seit 1906 ausgetragenen Wettbewerbes nehmen heute die sechs First-Class Mannschaften Neuseelands teil.

## Mannschaften
| Team               | Franchise Name          | Distrikt(e)                                          | Heimstadion     | Teilnahme seit |
| ------------------ | ----------------------- | ---------------------------------------------------- | --------------- | -------------- |
| Auckland           | Auckland Aces           | Auckland                                             | Eden Park       | 1906/07        |
| Canterbury         | Canterbury Wizards      | Canterbury                                           | Hagley Oval     | 1906/07        |
| Central Districts  | Central Districts Stags | Hawke’s Bay, Taranaki, Manawatu, Nelson, Marlborough | McLean Park     | 1950/51        |
| Northern Districts | Northern Knights        | Northland, Bay of Plenty, Waikato, Gisborne          | Seddon Park     | 1956/57        |
| Otago              | Otago Volts             | Otago, Southland                                     | University Oval | 1906/07        |
| Wellington         | Wellington Firebirds    | Wellington                                           | Basin Reserve   | 1906/07        |

Von 1914/15 bis 1920/21 nahm Hawke’s Bay als eigenständiges Team teil.

## Sieger
| - 2025/26 - 2024/25 Northern Districts - 2023/24 Wellington - 2022/23 Central Districts - 2021/22 Auckland - 2020/21 Canterbury - 2019/20 Wellington Firebirds - 2018/19 Central Districts Stags - 2017/18 Central Districts Stags - 2016/17 Canterbury Wizards - 2015/16 Auckland Aces - 2014/15 Canterbury Wizards - 2013/14 Canterbury Wizards - 2012/13 Central Districts Stags - 2011/12 Northern Districts Knights - 2010/11 Canterbury Wizards - 2009/10 Northern Districts Knights - 2008/09 Auckland Aces - 2007/08 Canterbury Wizards - 2006/07 Northern Districts Knights - 2005/06 Central Districts Stags - 2004/05 Auckland Aces - 2003/04 Wellington Firebirds - 2002/03 Auckland Aces - 2001/02 Auckland Aces - 2000/01 Wellington Firebirds - 1999/2000 Northern Districts Knights - 1998/99 Central Districts Stags - 1997/98 Canterbury - 1996/97 Canterbury - 1995/96 Auckland - 1994/95 Auckland - 1993/94 Canterbury - 1992/93 Northern Districts |  | - 1991/92 Central Districts, Northern Districts - 1990/91 Auckland - 1989/90 Wellington - 1988/89 Auckland - 1987/88 Otago - 1986/87 Central Districts - 1985/86 Otago - 1984/85 Wellington - 1983/84 Canterbury - 1982/83 Wellington - 1981/82 Wellington - 1980/81 Auckland - 1979/80 Northern Districts - 1978/79 Otago - 1977/78 Auckland - 1976/77 Otago - 1975/76 Canterbury - 1974/75 Otago - 1973/74 Wellington - 1972/73 Wellington - 1971/72 Otago - 1970/71 Central Districts - 1969/70 Otago - 1968/69 Auckland - 1967/68 Central Districts - 1966/67 Central Districts |  | - 1965/66 Wellington - 1964/65 Canterbury - 1963/64 Auckland - 1962/63 Northern Districts - 1961/62 Wellington - 1960/61 Wellington - 1959/60 Canterbury - 1958/59 Auckland - 1957/58 Otago - 1956/57 Wellington - 1955/56 Canterbury - 1954/55 Wellington - 1953/54 Central Districts - 1952/53 Otago - 1951/52 Canterbury - 1950/51 Otago - 1949/50 Wellington - 1948/49 Canterbury - 1947/48 Otago - 1946/47 Auckland - 1945/46 Canterbury - 1940–45 nicht ausgetragen - 1939/40 Auckland - 1938/39 Auckland - 1937/38 Auckland - 1936/37 Auckland - 1935/36 Wellington |  | - 1934/35 Canterbury - 1933/34 Auckland - 1932/33 Otago - 1931/32 Wellington - 1930/31 Canterbury - 1929/30 Wellington - 1928/29 Auckland - 1927/28 Wellington - 1926/27 Auckland - 1925/26 Wellington - 1924/25 Otago - 1923/24 Wellington - 1922/23 Canterbury - 1921/22 Auckland - 1920/21 Wellington - 1919/20 Auckland - 1918/19 Wellington, Canterbury - 1915–18 nicht ausgetragen - 1914/15 Canterbury - 1913/14 Canterbury - 1912/13 Canterbury - 1911/12 Auckland - 1910/11 Canterbury - 1909/10 Auckland - 1908/09 Auckland - 1907/08 Auckland - 1906/07 Canterbury |

## Siege nach Team
| Titel | Verein             | Saison |
| ----- | ------------------ | --- |
| 22    | Auckland           | 1907/08, 1908/09, 1909/10, 1911/12, 1919/20, 1921/22, 1926/27, 1928/29, 1933/34, 1936/37, 1937/38, 1938/39, 1939/40, 1946/47, 1958/59, 1963/64, 1968/69, 1977/78, 1980/81, 1988/89, 1990/91, 1994/95, 1995/96, 2001/02, 2002/03, 2004/05, 2008/09, 2015/16 |
| 21    | Wellington         | 1923/24, 1925/26, 1927/28, 1929/30, 1931/32, 1935/36, 1949/50, 1954/55, 1956/57, 1960/61, 1961/62, 1965/66, 1972/73, 1973/74, 1981/82, 1982/83, 1983/84, 1989/90, 2000/01, 2003/04, 2019/20                                                                |
| 19    | Canterbury         | 1922/23, 1930/31, 1934/35, 1945/46, 1948/49, 1951/52, 1955/56, 1959/60, 1964/65, 1975/76, 1983/84, 1993/94, 1996/97, 1997/98, 2007/08, 2010/11, 2013/14, 2016/17                                                                                           |
| 13    | Otago              | 1924/25, 1932/33, 1947/48, 1950/51, 1952/53, 1957/58, 1969/70, 1971/72, 1974/75, 1976/77, 1978/79, 1985/86, 1987/88 |
| 11    | Central Districts  | 1953/54, 1966/67, 1967/68, 1970/71, 1986/87, 1991/92, 1998/99, 2005/06, 2012/13, 2017/18, 2018/19 |
| 8     | Northern Districts | 1962/63, 1979/80, 1991/92, 1992/93, 1999/00, 2006/07, 2009/10, 2011/12 |